# Епархия Крка
Епархия Крка (хорв. Krčka biskupija) — католическая епархия латинского обряда в Хорватии с центром в городе Крк. Территория епархии распространяется на четыре крупных северо-далматинских острова — Крк, Црес, Лошинь и Раб, а также на ряд мелких островов этого региона. Епархия входит в состав митрополии Риеки. Полное название — епархия Крка (Вельи), содержит как хорватское, так и итальянское название острова. Латинское название — Dioecesis Veglensis.

## История
Епархия в Велье (Крке) основана в 900 году. Около 1000 года епископ Вельи Виталис принимал участие в работе Сплитских соборов. Папа Евгений III сделал епархию суффраганной по отношению к архиепархии Зары (Задара). После наполеоновских войн Далмация вошла в состав Австрийской державы, после этого к епархии Вельи были присоединены две другие древние епархии: в 1818 году епархия Оссеро (Осора), а в 1823 году — епархия Арбе (Раба). В 1828 году епархия Вельи была переподчинена архиепархии Гориции. После второй мировой войны епархия Крка стала подчиняться архиепархии Риеки. С 1989 по 1997 год епархию возглавлял Йосип Бозанич, ставший затем кардиналом и примасом Хорватии.

## Статистика
По данным на 2013 год в епархии насчитывалось 35 499 католиков (87,8 % населения), 79 священников и 51 приход. Кафедральным собором епархии является Собор Вознесения Пресвятой Девы Марии в Крке. C 2015 года по настоящее время епархию возглавляет епископ Ивица Петаняк (хорв. Ivica Petanjak).

## Епископы
- Йован Йосип Витезич (Jovan Josip Vitezic) 1855—1877
- Франьо Ферретич (Franjo Ferrettich) 1880—1893
- Андреа Мария Штерк (Andrea Maria Sterk) 1894—1896
- Антон Махнич (Anton Mahnic) 1896—1920
- Йосеп Сребрнич (Josep Srebrnic) 1923—1966
- Кармело Зазинович (Karmelo Zazinović) 1968—1989
- Йосип Бозанич (Josip Bozanić) 1989—1997
- Вальтер Жупан (Valter Župan) 1998—24.01.2015
- Ивица Петаняк (Ivica Petanjak), O.F.M.Cap. (с 24 января 2015 года).